# Державна премія УРСР імені Тараса Шевченка — лауреати 1985 року
Державні премії УРСР імені Тараса Шевченка в галузі літератури, журналістики, мистецтва і архітектури 1985 року були присуджені спільною Постановою Центрального Комітету Компартії України і Ради Міністрів Української РСР № 91 від 26 лютого 1985 р. за поданням Комітету по Державних преміях Української РСР імені Т. Г. Шевченка.

## Список лауреатів
| Галузь                                                     | Лауреат | Обґрунтування |
| ---------------------------------------------------------- | --- | --- |
| Література                                                 | Іваничук Роман Іванович | за романи «Вода з каменю», «Четвертий вимір».                                                                                         |
| Література                                                 | Рибалко Микола Олександрович | за збірку поезій «Незакатная звезда» та нові вірші в періодичній пресі.                                                               |
| Журналістика і публіцистика                                | Цюпа Іван Антонович | за художньо — документальну книгу «У серці дзвонять голоси» та публіцистичні виступи у пресі.                                         |
| Журналістика і публіцистика                                | Римаренко Юрій Іванович | за книгу документально-публіцистичних нарисів і статей «З ким і проти кого».                                                          |
| Теорія та історія літератури                               | Фащенко Василь Васильович | за літературно — критичні праці «У глибинах людського буття», «Характеры и ситуации».                                                 |
| Образотворче мистецтво                                     | Горбань Євген Юхимович | за пам'ятник героям Горлівського збройного повстання 1905 року в місті Горлівці Донецької області.                                    |
| Образотворче мистецтво                                     | Насєдкін Анатолій Леонідович | за цикл живописних творів про колгоспне будівництво «До колгоспу», «Хліб революції», «Продзагін», «Земля».                            |
| Концертно-виконавська діяльність                           | Іванський Роман Іванович — художній і музичний керівник Виконавці вокального квартету «Явір» Українського гастрольно-концертного об'єднання: Дідух Володимир Євгенович Пруткін Євген Дмитрович Реус Валентин Миколайович Харченко Олесь Миколайович                                         | за концертні програми 1982—1984 років.                                                                                                |
| Концертно-виконавська діяльність                           | Которович Богодар Антонович | за концертні програми 1982—1984 років.                                                                                                |
| Кінематографія                                             | Автори сценарію: Добродєєв Борис Тихонович Шишлін Микола Володимирович Режисер: Ібаньєс-Фернандес Арнольдо Оператор: Кукоренчук Володимир Вікторович | за повнометражний хронікально-документальний кінофільм «Тривожне небо Іспанії» Української студії хронікально-документальних фільмів. |
| Архітектура                                                | Архітектор, керівнику авторського колективу: Гопкало Вадим Іванович Архітектори: Гречина Вадим Михайлович Коломієць Володимир Євпатійович Філенко Леонід Іванович Художники: Гайдамака Анатолій Васильович Мягков Віталій Олексійович Інженер-будівельник: Баруленков Валерій Володимирович | за архітектуру і художнє оформлення Київського філіалу Центрального музею В. І. Леніна.                                               |
| Архітектура                                                | Архітектори: Лось Леонід Федорович Попенко Дмитро Петрович Інженер-конструктор: Пухова Ірина Петрівна | за комплекс Республіканського науково-методичного центру охорони здоров'я матері і дитини.                                            |
| За кращий твір літератури і мистецтва для дітей та юнацтва | Гуцало Євген Пилипович | за повість «Саййора», збірку оповідань «Пролетіли коні»                                                                               |